# Korkoząb ciemny

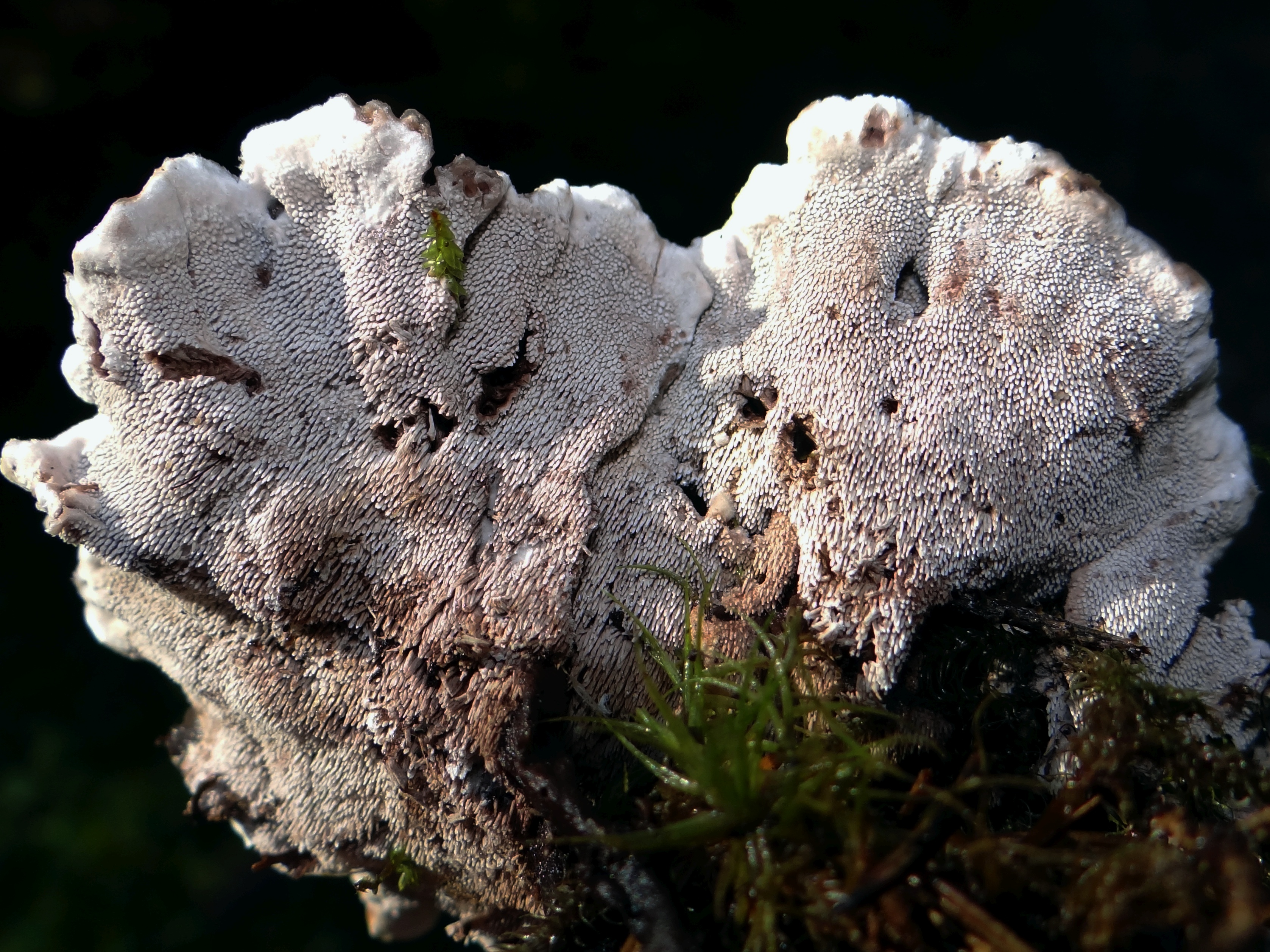
Hymenofor

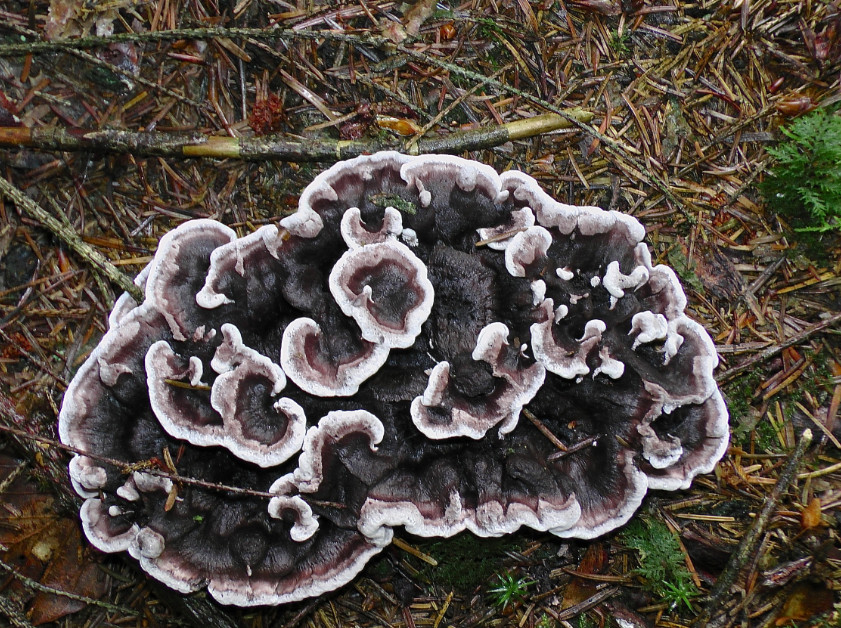

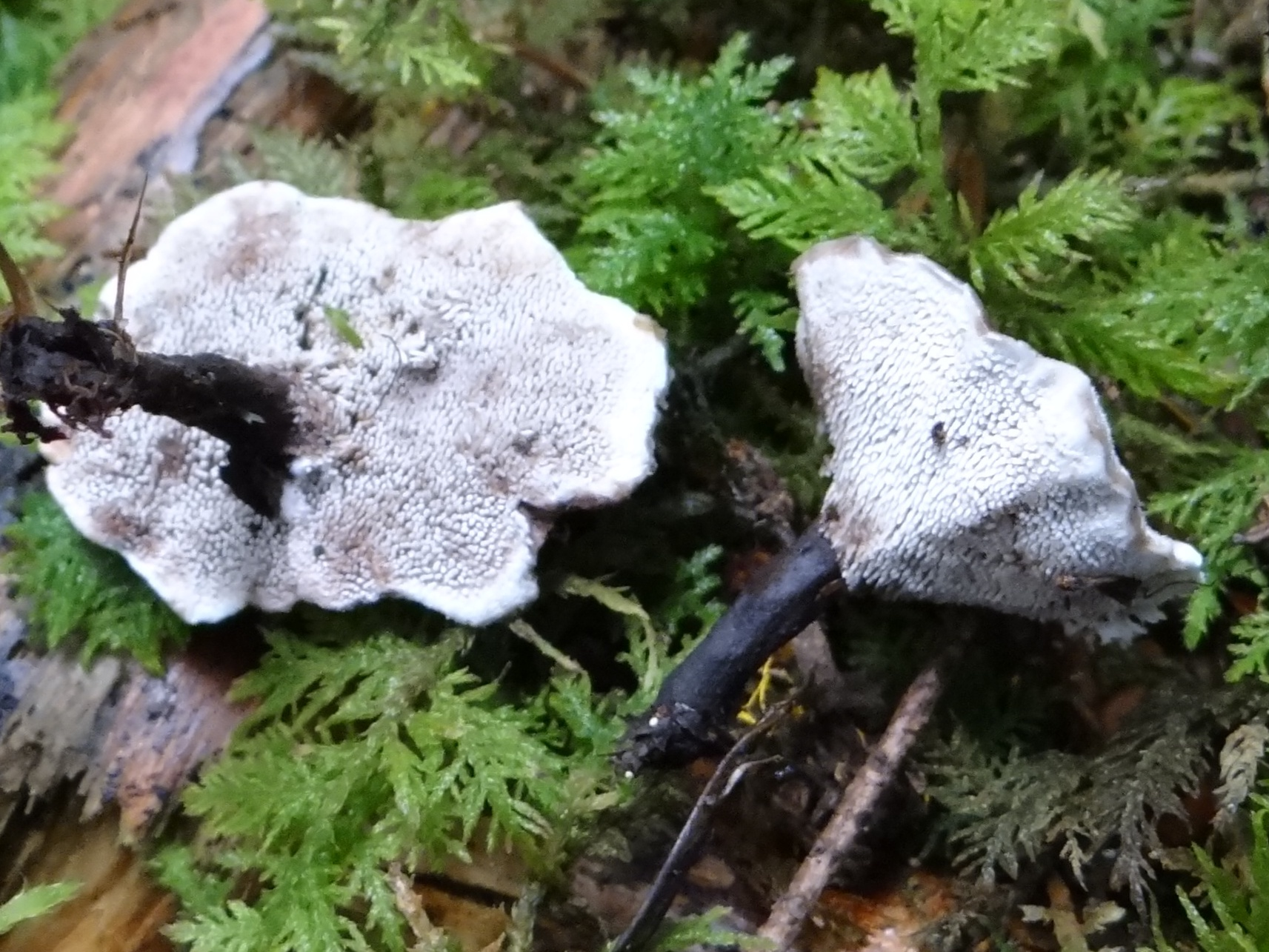

Korkoząb ciemny (Phellodon melaleucus (Sw. ex Fr.) P. Karst.) – gatunek grzybów należący do rodziny chropiatkowatych (Thelephoraceae).

## Systematyka i nazewnictwo
Pozycja w klasyfikacji według Index Fungorum: Phellodon, Thelephoraceae, Thelephorales, Incertae sedis, Agaricomycetes, Agaricomycotina, Basidiomycota, Fungi.
Po raz pierwszy takson ten zdiagnozowali w 1815 roku Olof Swartz i Elias Fries nadając mu nazwę Hydnum melaleucum. Obecną, uznaną przez Index Fungorum nazwę nadał mu w 1881 roku Petter Adolf Karsten, przenosząc go do rodzaju Phellodon.
Niektóre synonimy:.

- Calodon alboniger (Peck) Seeler 1942
- Calodon graveolens (Pers.) Quél. 1886
- Hydnellum albonigrum (Peck) Ragab 1953
- Hydnellum graveolens (Delastre) P. Karst. 1879
- Hydnellum melaleucum (Fr.) P. Karst. 1879
- Hydnum albonigrum Peck 1898
- Hydnum delicatum Schwein. 1832
- Hydnum ellisianum (Banker) Sacc. & Trotter 1912
- Hydnum fuscum Berk.
- Hydnum graveolens (Pers.) Fr. 1838
- Hydnum leptopus var. graveolens Pers. 1825
- Hydnum melaleucum Sw. ex Fr. 1815
- Hydnum pygmaeum Yasuda 1921
- Phellodon alboniger (Peck) Banker 1906
- Phellodon brunneoroseus Snell, E.A. Dick & H.A.C. Jacks. 1956
- Phellodon delicatus (Schwein.) Banker (1906)
- Phellodon ellisianus Banker 174 (1906)
- Phellodon graveolens (Pers.) P. Karst. (1882)
- Phellodon niger var. alboniger (Peck) K.A. Harrison(1961)
- Sarcodon pygmaeus (Yasuda) S. Ito (1955)

Nazwę polską podali Barbara Gumińska i Władysław Wojewoda w 1983 r. W checklist W. Wojewody z 2003 jest opisany pod błędną nazwą Phellodon connatus (według Index Fungorum P. connatus to synonim Phellodon tomentosus).

## Morfologia
Kapelusz
Pojedynczy ma średnicę 1–4 cm, jest okrągły, cienki i lejkowato wklęsły. Często kapelusze jednak zrastają się z sobą. Taka zrośnięta grupa owocników może od góry wyglądać jak jeden duży owocnik, ale pod spodem ma wiele trzonów. Powierzchnia błyszcząca, naga i pofałdowana lub chropowata i niewyraźnie koncentrycznie strefowana. Ma kolor czerwono-brązowy, czarno-brązowy, szaroczarny, u starszych okazów granatowo-czarny lub niemal czarny. Często przyjmuje fioletowy odcień. Zewnętrzna, szeroka strefa przyrostu jest biała, wyraźnie kontrastująca z ciemnym środkiem.
Hymenofor
W postacie białych lub szarych kolców o długości 1–2 mm.
Trzon
Wysokość 1–2 cm, grubość 1–5 mm, walcowaty lub spłaszczony. Powierzchnia gładka lub pokryta drobnymi włókienkami, brązowo-czarna.
Miąższ
O lekko gorzkim smaku i słabym zapach kozieradki. Pod wpływem KOH barwi się na oliwkowo-zielono.
Wysyp zarodników
Biały. Zarodniki niemal kuliste o rozmiarach 3,5–4,5 × 3–4 μm.

## Występowanie
Występuje w Europie i jest rzadki, w Irlandii np. znany jest tylko z 3 stanowisk. W Polsce gatunek bardzo rzadki. W polskiej literaturze mykologicznej do 2003 r. opisano 10 jego stanowisk, ale niektóre są z końca XIX w. i pierwszej połowy XX w. W nowszych (lata 2008–2011), amatorskich doniesieniach hobbystów-grzybiarzy opisano i udokumentowano 7 innych stanowisk tego gatunku. Znajduje się na Czerwonej liście roślin i grzybów Polski. Ma status E – gatunek wymierający. Znajduje się na listach gatunków zagrożonych także w Niemczech, Danii, Wielkiej Brytanii, Norwegii, Holandii.
Rośnie w lasach świerkowych i sosnowych, szczególnie na podłożu piaszczystym, często wśród mchów. Owocniki wytwarza od sierpnia do listopada.

## Znaczenie
Saprotrof, grzyb niejadalny.

## Gatunki podobne
Dwa inne występujące w Polsce gatunki korokozębów (korkoząb pozrastany Phellodon confluens i korkoząb kieliszkowaty Phellodon tomentosus) odróżniają się jaśniejszymi owocnikami o brązowym odcieniu. Odróżnienie korkozębu ciemnego od najbardziej podobnego korkozębu czarniawego (Phellodon niger) jest trudne, obydwa te gatunki mają bowiem czarniawe odcienie i zapach kozieradki. Korkoząb czarniawy ma jednak bardziej ciemny miąższ. Odróżnienie starych okazów tych dwóch gatunków grzybów jest morfologicznie właściwie niemożliwe. Pomaga badanie odczynnikiem KOH; miąższ k. ciemnego wybarwia się na oliwkowo-zielony kolor, k. czarniawego nie.